# To (interval musical)
En la teoria de la música occidental, un to és la distància entre dues notes naturals consecutives, a excepció de l'interval de semitò (mig to) que es forma entre mi-fa i també entre si-do.
Si un semitò és la distància mínima entre dues notes, un to està format per dos semitons. Per exemple: de Do a Do# hi ha un interval de semitò, i de Do# a Re hi ha un altre interval de semitò, per tant de Do a Re hi ha un to sencer.
Dit d'una altra manera, un to és la distància que hi ha entre cadascuna de les notes de l'escala diatònica (excepte, entre Mi i Fa, i entre Si i Do).
Més exemples: 
de Re a Mi hi ha un to.
de Fa a Sol hi ha un to.
de Sol a La hi ha un to.
de La a Si hi ha un to.
Exemples amb notes alterades:
de Do# a Re# hi ha un to
de Fa# a Sol# hi ha un to
de Sol# a La# hi ha un to